# 4-metilimidazolo
Il 4-metilimidazolo (4-MEI) è un composto organico eterociclico. Deriva formalmente dall'imidazolo per sostituzione di un atomo di idrogeno in posizione 4, con un gruppo metilico.
Il 4-metilimidazolo può formarsi nella doratura di alcuni alimenti mediante la reazione di Maillard tra carboidrati e composti contenenti gruppi amminici. In particolare, si trova in alimenti arrostiti o torrefatti, e in prodotti colorati con caramello prodotto tramite un procedimento all'ammoniaca. Può anche derivare da processi fermentativi.